# Akpotonou
Akpotonou är en ort i Benin. Den ligger i den södra delen av landet, 30 kilometer norr om huvudstaden Porto-Novo. Akpotonou ligger 28 meter över havet och antalet invånare är 6 158.
Terrängen runt Akpotonou är platt, och sluttar västerut. Närmaste större samhälle är Sakété, 19,8 kilometer öster om Akpotonou.
Omgivningarna runt Akpotonou är en mosaik av jordbruksmark och naturlig växtlighet. Runt Akpotonou är det ganska tätbefolkat, med 239 invånare per kvadratkilometer.